# 卡氏夢角鮟鱇
卡氏夢角鮟鱇為輻鰭魚綱鮟鱇目棘茄魚亞目夢角鮟鱇科的其中一種。分布於太平洋及大西洋的熱帶至溫帶海域，屬深海魚類，棲息深度約320至600公尺，體長可達15.9公分。

## 扩展阅读
維基物種上的相關：卡氏夢角鮟鱇